# Comitato paralimpico tongano
Il comitato paralimpico tongano è un comitato paralimpico nazionale per lo sport per disabili della Tonga.